# Monte Cole
Il Monte Cole (in lingua inglese: Mount Cole) è una montagna antartica alta 1.400 m, situata  sul fianco occidentale del Ghiacciaio Shackleton, tra la bocca del Ghiacciaio Forman e del Ghiacciaio Gerasimou, nei Monti della Regina Maud, in Antartide. 
Il monte fu scoperto e mappato per la prima volta dalla Operazione Highjump della U.S. Navy nel 1946-47.
La denominazione è stata assegnata dall'Advisory Committee on Antarctic Names (US-ACAN) in onore di Nelson R. Cole (1934-57), ingegnere motorista aeronautico dello Squadron VX-6 della U.S. Navy, che perse la vita nello schianto di un elicottero nella zona del Canale McMurdo nel luglio 1957.